# Quảng Tiến (Đồng Nai)
Quảng Tiến is een xã in het Vietnamese district Trảng Bom, provincie Đồng Nai. Quảng Tiến ligt ongeveer 13 kilometer oostelijk van de stad Biên Hòa. Quảng Tiến ligt aan de Nationale weg 1A.